# Online-Spielautomat
Ein Online-Spielautomat ist eine für Computeranwendungen adaptierte Software-Version eines Spielautomaten.

## Einführung
Die ersten Spielautomaten wurden im Jahr 1889 von Charles Frey erstellt. Der erste aller Geldspielautomaten war die Black Cat. Hatte sie den typischen Seitenarm und erhielt als erste die Bezeichnung „einarmiger Bandit“.
Viele reale Spielautomaten, angefangen von klassischen Spielautomaten mit Walzen oder Rollen über Fruchtmaschinen bis zu Slots, wie sie in Casinos, Spielhallen, Spielbanken und Gaststätten zu finden sind, werden auch im Internet als Onlineversionen angeboten. Die Mehrzahl wird kostenpflichtig angeboten, meist in Online-Casinos, also in Internetportalen, wo man auch klassische Casinospiele Roulette, Craps und Blackjack spielen kann. Einige Online-Casinos bieten mehr als 50 verschiedene derartiger virtueller Spielautomaten an.

## Überblick
1997 brachte Microgaming das erste Online-Spiel auf den Markt. Es hieß „Fantastic Sevens“, und war, wie viele Spielautomaten, mit einer Gewinnlinie und drei Rollen ausgestattet. Cash Splash, das im Jahr 2002 herausgebracht wurde, war einer der ersten Online-Spielautomaten, der eine größere Anzahl an Walzen und Gewinnlinien hatte.
Auch andere Online Casino-Entwickler wurden kreativer: 2004 wurde das erste Online-Spielautomaten Spiel einer Brandmarke veröffentlicht. Basierend auf dem populären Videospiel, wurde Tomb Raider sofort ein Erfolg in der Welt der Online-Glücksspiele, woraufhin Entwickler ihre Spiele auch auf andere Charaktere wie X-Men und Hulk basierten.
Mittlerweile gibt es auch interaktive Spielautomaten wie der Rival I-Slot, die ein interaktives Abenteuer erlebbar machen oder Rollenspiel-Spielautomaten, die es dem Spieler erlauben, in die Rolle verschiedener Charaktere zu schlüpfen. Die Betreiber möchten auch technologische Neuerungen nutzen. Zum Beispiel eröffnen die Touchscreens und die Rechenleistung von Smartphones und Tablet PCs (siehe IPad) neue Spielmöglichkeiten.

## Fairness
Viele Spieler äußerten Zweifel an der Fairness Casino-Spiele online zu spielen und sind beunruhigt, dass ihre Integrität, durch die Tatsache, dass die Computer-Software die Randomisierung steuert, gefährdet sei. Während sich der Betrieb von Online-Spielen wie Poker und Craps erheblich von ihren traditionellen Versionen unterscheiden, arbeiten Online-Spielautomaten in der gleichen Weise wie herkömmliche Spielautomaten.
Heutzutage werden Spielautomaten in Festland-Casinos als «Video-Spielautomaten» bezeichnet. Diese Spiele haben keine beweglichen Teile und repräsentieren Grafiken, die sich auf der Spule drehen. Als solches ist das Spiel komplett computerbasiert und softwaregesteuert.
Die Software, auf der auch Online-Spielautomaten laufen, ist vergleichbar mit der realer Spielautomaten. Diese haben längst keine beweglichen Teile mehr, sondern repräsentieren Grafiken, die sich auf der Spule drehen. Als solches ist das Spiel komplett auf dem Computer basiert und wird durch ein Softwaresystem gesteuert. Beide Systeme verwenden Zufallszahlengeneratoren, um den Ausgang jeder Runde zu bestimmen. Der Generator nutzt Algorithmen, die von Mathematikern entwickelt wurden, um Zahlen zu bilden, die mit unterschiedlichen Kombinationen korrespondieren.

## Gesetzgebung zum Online-Glücksspiel
In Deutschland gilt der Glücksspielstaatsvertrag, der am 1. Januar 2008 in Kraft getreten ist. Online-Casinos müssen sich regelmäßig einer Rechnungsprüfung unterziehen, in der die Unvorhersehbarkeit deren Zufallsgenerators untersucht wird.
Auch die EU-Ebene befasst sich mit Online-Glücksspiel. Im März 2011 stellte die Europäische Kommission das Grünbuch vor, welches einen Konsultationsprozess zur künftigen Regulierung des Online-Glücksspiel-Marktes in der EU einleitete. Aktuell berät der Ausschuss Binnenmarkt und Verbraucherschutz (IMCO) des Europäischen Parlaments über weitere legislative Schritte. Grundlage ist der Berichtsentwurf von Jürgen Creutzmann (ALDE) vom 22. Juni 2011. Die endgültige Abstimmung im Plenum des Europäischen Parlaments wird voraussichtlich Mitte November stattfinden.